# XXVII Torneio Internacional Solverde em Hóquei em Patins
A Associação Académica de Espinho, organiza um dos torneio mais antigos de hóquei em patins de pre-época. Torneio Internacional Solverde em Hóquei em Patins Torneio com o principal pratrocinio do Casino Solverde (Espinho)
A Câmara de Espinho presta apoio na divulgação do torneio. 
A 27 edição decoreu entre os dias 16 e 17 de Setembro, esta edição, a XXVII, contou com A.A.Espinho, C.P.Alcobendas, Valença H.P. e A.D.Sanjoanense, sendo que todas as equipas convidadas militam na primeira divisão do seu país. E com a AA Espinho a conquistar mais um Troféu.

## Meias Finais
| Setembro 16, 2016 | AA Espinho | 4 - 3 | AD Sanjoanense                | Pavilhão Arq. Jerónimo Reis |
| 20:30             |            |       | Diogo Casanova (2) Alex Mount |                             |

| Setembro 16, 2016 | Valença HC                        | 2 (0)- 2 (2 g.p.) | CP Alcobendas | Pavilhão Arq. Jerónimo Reis |
| 22:00             | Miguel Fernandes "Micha" Zé Braga | [ 2 ]             |               |                             |

## 3º e 4º Lugar
| Setembro 17, 2016 | AD Sanjoanense                                                  | 6 - 3 | Valença HC | Pavilhão Arq. Jerónimo Reis |
| 16:00             | Pedro Cerqueira (2) Alex Mount (2) Diogo Casanova Afonso Santos | [ 3 ] |            |                             |

## Final
| Setembro 17, 2016 | CP Alcobendas | 3 (1) - 3 (3 g.p.) | AA Espinho | Pavilhão Arq. Jerónimo Reis |
| 17:30             |               | [ 5 ]              |            |                             |